# Nyuserre Ini
Nyuserre Ini (còn được viết là Neuserre Ini hay Niuserre Ini, và đôi khi là Nyuserra; trong tiếng Hy Lạp tên của ông được gọi là Rathoris, Ραθούρης), là một pharaon của Ai Cập cổ đại, ông là vị vua thứ sáu của vương triều thứ năm thuộc thời kỳ Cổ vương quốc. Ông được cho là đã có một triều đại kéo dài từ 24 đến 35 năm tùy thuộc vào quan điểm của các học giả, và nhiều khả năng là thuộc vào giai đoạn nửa sau của thế kỷ thứ 25 trước Công nguyên. Nyuserre là một người con trai khác của vua Neferirkare Kakai với nữ hoàng Khentkaus II, ông còn là em trai của vua Neferefre. Ông có thể đã trực tiếp kế vị người anh của mình theo như các ghi chép lịch sử sau này. Ngoài ra, theo Miroslav Verner thì Shepseskare có thể đã cai trị trong một khoảng thời gian ngắn giữa triều đại của hai vị vua này, mặc dù chỉ kéo trong vài tuần hoặc vài tháng. Mối quan hệ giữa Shepseskare với Neferefre và Nyuserre hiện vẫn chưa được xác định một cách chắc chắn. Nyuserre sau này đã được kế vị bởi Menkauhor Kaiu, ông ta có thể là cháu trai của ông và là một người con trai của Neferefre.
Nyuserre là vị vua đã cho xây dựng nhiều công trình nhất trong số các vị vua của vương triều thứ Năm, bao gồm ba kim tự tháp cho bản thân ông cùng các vị hoàng hậu của mình và ngoài ra còn thêm ba kim tự tháp khác cho cha, mẹ và anh trai của ông, tất cả đều tại khu nghĩa trang của Abusir. Ông còn xây dựng ngôi đền lớn nhất trong số các ngôi đền dành cho thần mặt trời Ra vào thời kỳ Cổ vương quốc, tên của nó là Shesepibre hoặc "Niềm hân hoan của trái tim thần Ra". Ông cũng đã hoàn thành Nekhenre, ngôi đền Mặt trời của Userkaf ở Abu Gorab, và ngôi đền thung lũng của Menkaura ở Giza. Thông qua điều này, ông là vị vua đầu tiên kể từ thời Shepseskaf, vị vua cuối cùng của vương triều thứ tư, chú ý tới khu nghĩa trang Giza, một động thái mà có thể là để nhằm hợp pháp hóa sự cai trị của ông sau khoảng thời gian rối ren do cái chết bất ngờ của người anh trai Neferefre gây ra.
Có rất ít những chứng cứ về các hoạt động quân sự diễn ra dưới thời trị vì của Nyuserre; vương quốc Ai Cập vẫn tiếp tục duy trì mối quan hệ thương mại với Byblos ở khu vực ven biển Levant và tiến hành các cuộc viễn chinh để khai thác các mỏ đá quý và đá ở Sinai và Hạ Nubia. Triều đại của Nyuserre còn chứng kiến sự phát triển của bộ máy chính quyền cũng như sự ra đời của chế độ nomarch mà có ảnh hưởng rất lớn về sau này, đây là cũng là lần đầu tiên các viên thống đốc tỉnh được phái đến sống ngay tại các tỉnh mà họ quản lý thay vì ở tại triều đình của pharaon.
Cũng giống như các vị pharaon khác của thời kỳ Cổ vương quốc, Nyuserre đã có một giáo phái thờ cúng sau khi ông qua đời. Trong trường hợp của Nyuserre, giáo phái chính thức được nhà nước bảo trợ này đã tồn tại suốt nhiều thế kỷ, nó đã tồn tại qua được thời kỳ Chuyển tiếp thứ nhất đầy hỗn loạn và kéo dài cho đến tận thời kỳ Trung Vương quốc, dưới thời vương triều thứ Mười hai.

## Triều đại

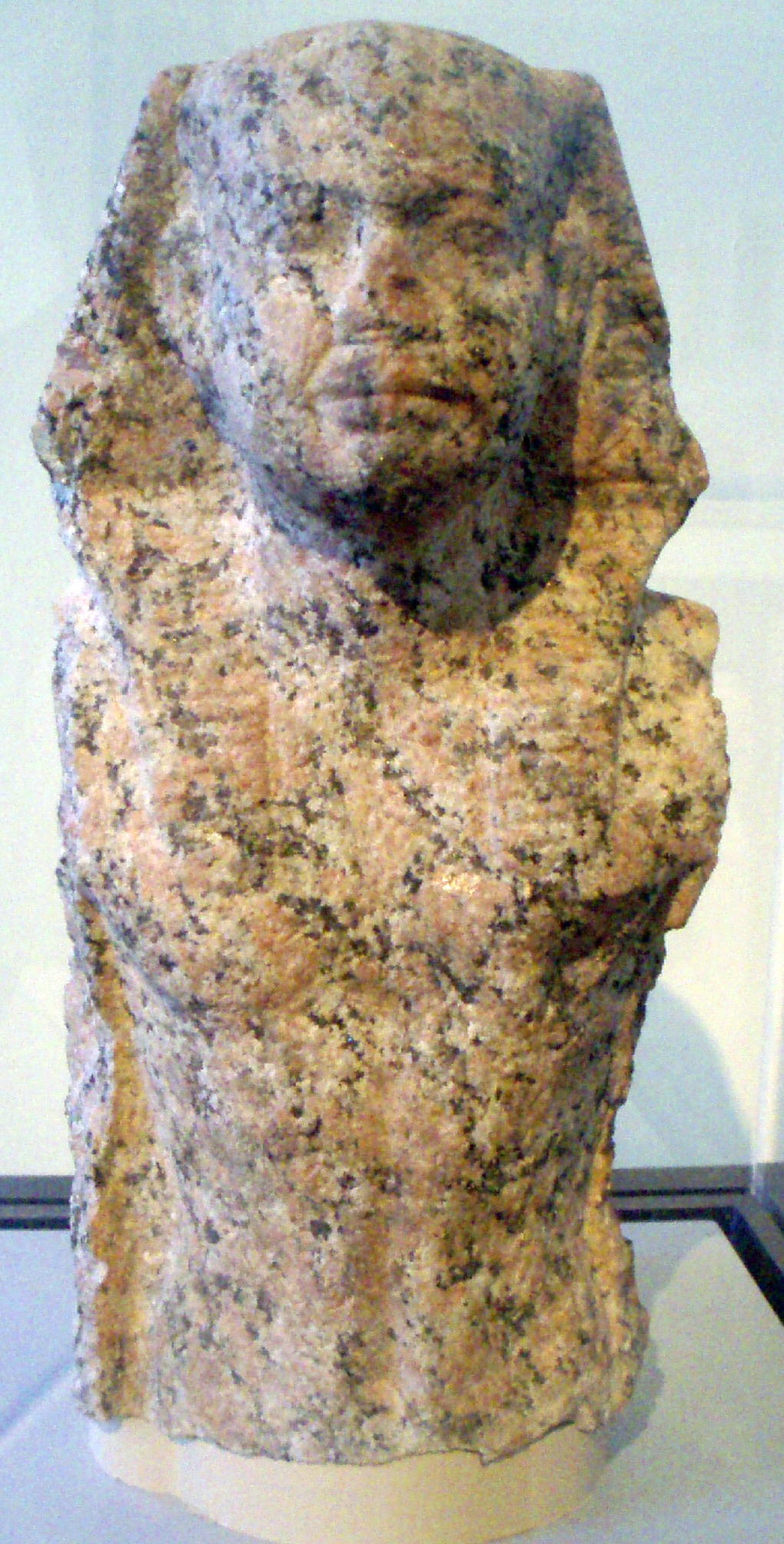
Mảnh vỡ bức tượng của một vị vua vương triều thứ Năm, giống như là Nyuserre

#### Lễ hội Sed của Nyuserre

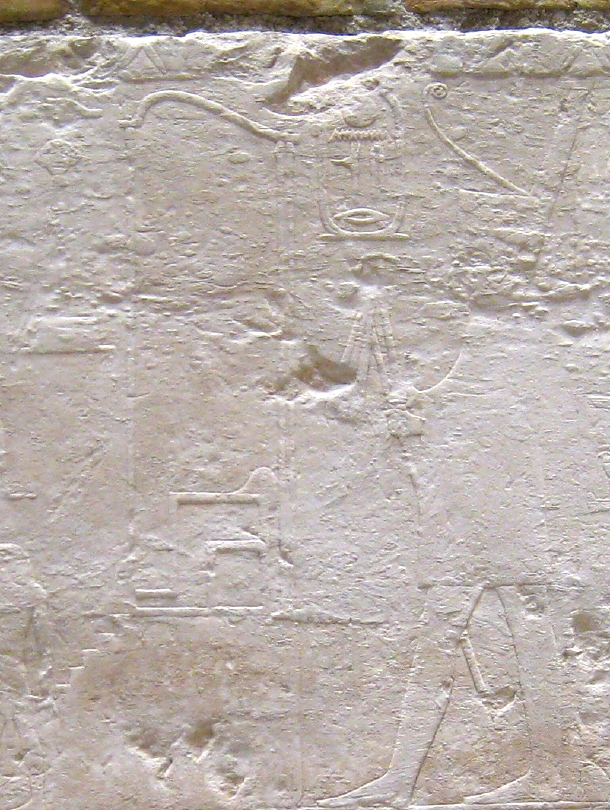
Phù điêu miêu tả cảnh Nyuserre đang tổ chức lễ hội Sed của ông, Bảo tàng Ai Cập ở Berlin

### Đối nội

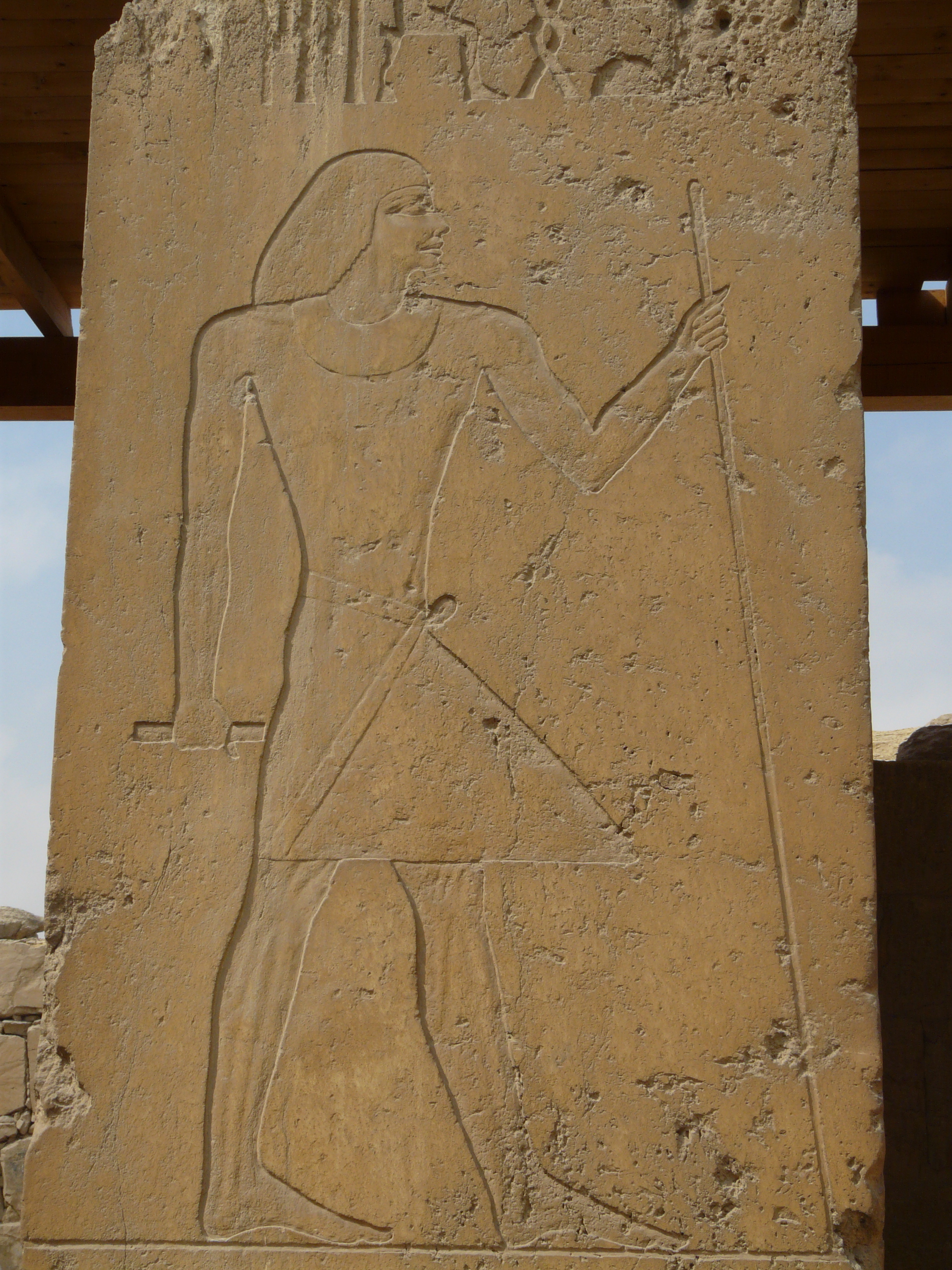
Ptahshepses, tể tướng và là con rể của Nyuserre Ini

#### Thương mại và khai thác mỏ

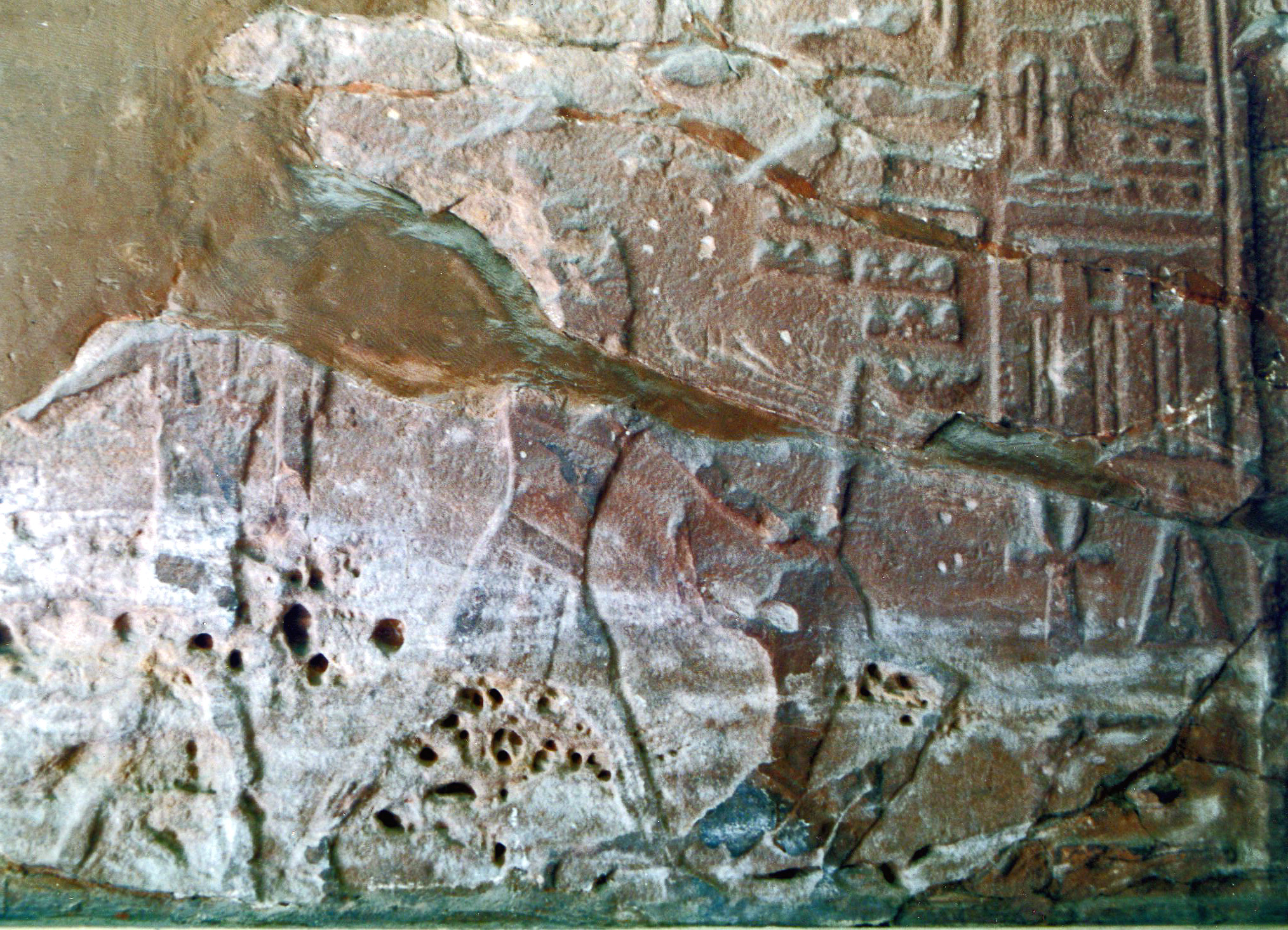
Phù điêu của Nyuserre từ Wadi Maghareh

### Kim tự tháp của Nyuserre

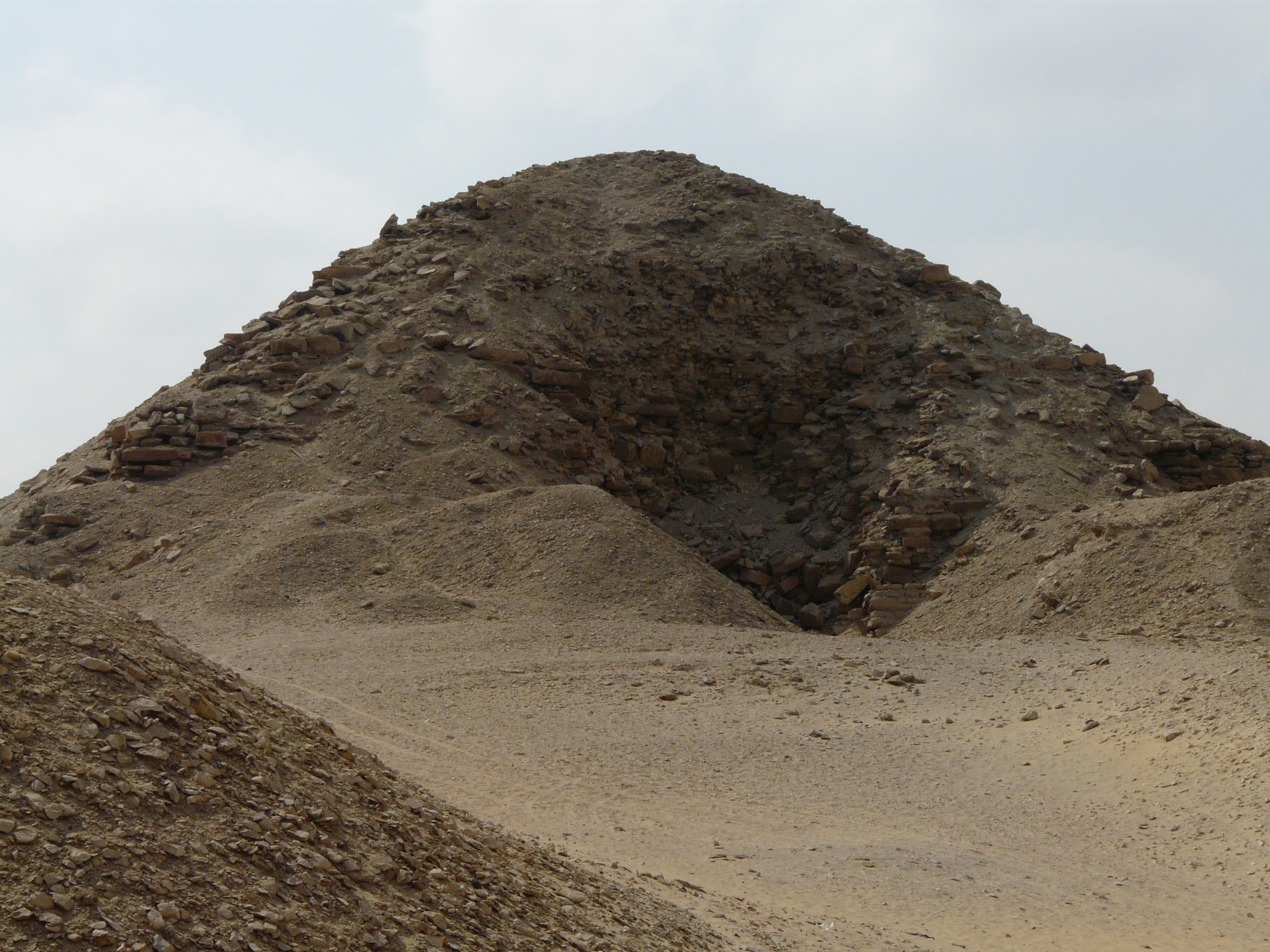
Kim tự tháp của Nyuserre Ini ở Abusir

### Kim tự tháp Lepsius XXIV

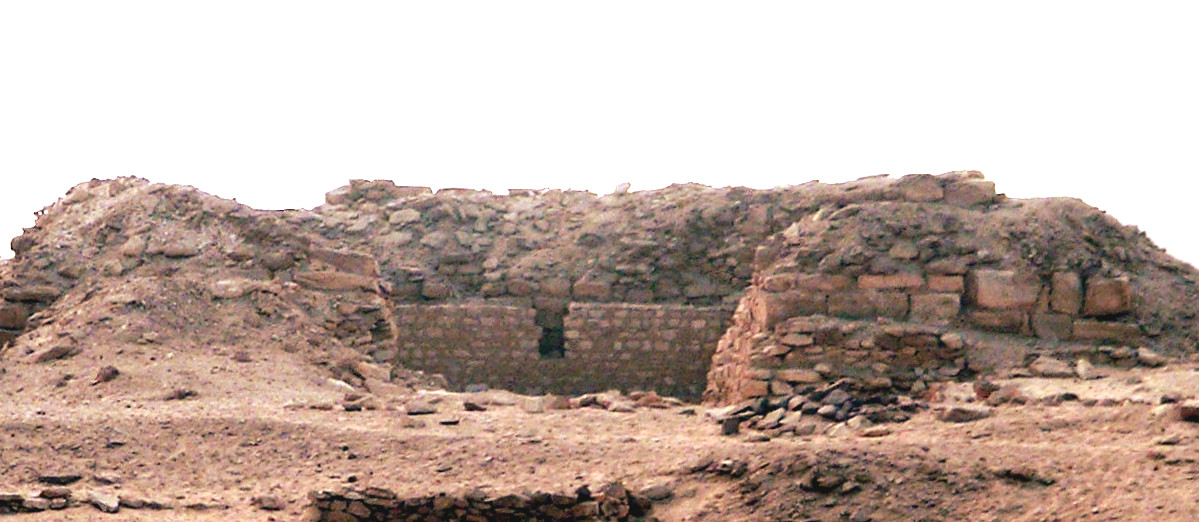
Tàn tích của kim tự tháp Lepsius XXIV

### Lepsius XXV

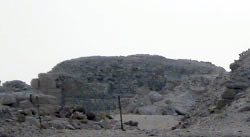
Phế tích của Lepsius XXV ở Abusir